# Sportpaleis (Antwerpen)
Het Sportpaleis, vanaf september 2025 de AFAS Dome, in de Belgische stad Antwerpen is de grootste multifunctionele evenementenhal van het land waar verschillende evenementen worden georganiseerd, zoals concerten, sportbijeenkomsten, feesten en beurzen. Het gebouw ligt in het district Merksem op de grens met het district Deurne, terzijde van de Antwerpse ring, op een boogscheut van de Schijn die hier aan de Schijnpoort de noordelijke grens met het district Borgerhout vormt. Oorspronkelijk was het gebouw voor sportwedstrijden (vooral baanwielrennen) bedoeld, maar die vinden er nog maar weinig plaats.
Het Sportpaleis is vooral bekend door grote optredens van nationale en internationale artiesten. Sinds 1985 vindt er ook jaarlijks de klassieke concertenreeks van de Night of the Proms plaats. Andere bekende evenementen in het Sportpaleis zijn Reverze, Nekkanacht en de Pop Poll De Luxe van Humo. Van 1982 tot 1998 organiseerde men er ook het ECC-toernooi, een tennistoernooi voor mannen. Vanaf 2002 tot en met 2008 vond hier in februari jaarlijks de Proximus Diamond Games plaats, een tennistoernooi voor vrouwen. Na een onderbreking van zes jaren vond er in 2015 eenmalig terug het WTA-toernooi van Antwerpen plaats, georganiseerd door vedette Kim Clijsters. In 2017 vierde jeugdzender Ketnet haar 20-jarige verjaardag met een reeks concerten, Throwback Thursday in het Sportpladijs. In 2023 vond het WK turnen hier plaats.
Vlak naast het Sportpaleis bevindt zich de Lotto Arena, een evenementenhal die plaats biedt aan ongeveer 5000 toeschouwers. De hal is in gebruik sinds maart 2007 en dient als aanvulling op het hoofdgebouw van het Sportpaleis. Onder andere de basketbalploeg Antwerp Giants speelt hier nu zijn thuiswedstrijden. De uitbating van zowel het Sportpaleis als de Lotto Arena is in handen van de Sportpaleis Group sinds april 2022 be•at genoemd.

## Geschiedenis
Omstreeks 1930 droomden heel wat mensen van een indoor wielerpiste vlak bij de stad Antwerpen. Het zou de grootste indoorpiste moeten worden van Europa. Men is beginnen bouwen op 11 januari 1932. Het Sportpaleis is op dat moment dus op plan gezet: het zou een 'paleis' worden van 132 op 88 meter zonder ondersteuning. Dit was een primeur op architecturaal vlak. De bouw duurde precies 20 maanden: op 11 september 1933 werd het gloednieuwe gebouw opgeleverd. Het was een moeilijke tijd geweest voor de aannemers en arbeiders die bij de bouw betrokken waren.
Het hoofdgebouw met de eigenlijke zaal is 88 meter breed en 132 meter lang en heeft een immens dak van 11.600 m² met vrije overspanning. Onder de tribunes bevond zich tot de verbouwingen van 2011 - 2014 een houten wielerpiste van 250 meter lang en 8 meter breed. Bij de oplevering in 1933 werd het Sportpaleis als een bouwwonder beschouwd. Ook nu wekt de zaal nog altijd opzien.
De zaal had oorspronkelijk 13.400 zitplaatsen en daarnaast nog een capaciteit op het middenplein van 1.780 (zitplaatsen) tot 5.000 (staanplaatsen) personen. De maximale capaciteit van het Sportpaleis was dus 18.400 plaatsen.
De Zesdaagse van Antwerpen zou in de zaal van het Sportpaleis doorgaan van 1934 tot 1994. In de jaren vijftig waren er meerdere bokswedstrijden, er was het Wereldkampioenschappen baanwielrennen 1969, de Internationale Jumping van Antwerpen (vanaf 1975) en het ECC Tennistornooi van 1982 tot 1998.
De zaal werd zwaar gehavend in de Tweede Wereldoorlog. Bij de V2-bombardementen op Antwerpen kwam een bom op het dak terecht, maar deze ontplofte niet. Wel waren er ruim 220 granaten en obussen ingeslagen in het gebouw, naast de bekogeling met shrapnels en andere ammunitie. De wielerpiste was zwaar beschadigd en buiten gebruik. De hoge herstelkosten na de oorlog waren de reden waarom de uitbaters naast wieler- en andere sportwedstrijden ook een bredere programmatie met spektakels en shows uitbouwden.
Evenementen die veel bezoekers trokken en bekend werden waren onder meer het Vlaams Nationaal Zangfeest, de Wiener Eisrevues (van 1947 tot 1973), Amerikaanse shows als deze met de Harlem Globetrotters, Holiday on Ice, de Disney on Parade of de rolschaatsshow Skating Vanities en Russische grote shows met het Circus van Moskou, het koor en de dansgroep van het Sovjetleger, volksdansgezelschappen en choreografische ensembles.

### Renovatie
Na 1997 werd het gebouw aangepast om aan de veiligheidsnormen te voldoen. In 1999 werden een nieuwe voorbouw en ontvangsthall ingericht. In 2010 werd het groene dak vervangen door een nieuw ecologisch blauw dak, wat het uitzicht van het gebouw sterk veranderde. In de zomermaanden van 2011, 2012 en 2013 werden telkenmale een reeks verbouwingen aangebracht waardoor de zaal niet meer als wielrenbaan kan gebruikt worden. De wielerpiste werd afgebroken, de hellingsgraad van de tribunes werd verlaagd, de circulatieruimte van en naar de zitplaatsen werd verbeterd en aan de buitenzijde werden nieuwe en grotere noodtrappen geplaatst. De totale kost werd op 20 miljoen euro begroot en de zaal biedt nu 23.359 zitplaatsen, en is beter toegankelijk met meer routes naar het middenplein met staanplaatsen.
Het Sportpaleis is gebouwd in ellipsvorm en beschikt over twee verdiepingen. De zaal is opgedeeld in genummerde blokken en zones worden aangeduid met kleurcodes. Zowel op de bovenste galerijen als op de benedenverdieping is er een goede zichtbaarheid voor het publiek. Diverse zaalopstellingen zijn mogelijk, volgens de verschillende noden van de gebruikers.

### Beheer
In 1997 werd het Sportpaleis, een jaar nadat het failliet verklaard werd, overgenomen door de Provincie Antwerpen en de private firma NV Antwerp Sportpaleis Beheer (ASB). Het behoorde tot de Sportpaleis Group en vanaf april 2022 bij be•at, dat onderdeel is van het internationale Live Nation Entertainment waar 200 concertzalen toe behoren.

## Concerten (selectie)
De volgende artiesten hebben al eens of meermaals in het Antwerpse Sportpaleis opgetreden:
| - #LikeMe - 2 Unlimited - 5 Seconds of Summer - AC/DC - Adele - Alex Agnew - Alice Cooper - Alicia Keys - Anastacia - André Rieu - Angèle - Anouk - Arcade Fire - Ariana Grande - Axelle Red - Backstreet Boys - Belle Pérez - Beyoncé - Black Eyed Peas - Blink-182 - Bob Dylan - Bon Jovi - Boy George - Brennan Heart - Britney Spears - Bruce Springsteen - Bruno Mars - Bryan Adams - Billie Eilish - Camille Dhont - Céline Dion - Christina Aguilera - Clouseau - Coldplay - Coone - Dana Winner - Deep Purple - De Kreuners - Depeche Mode | - Dimitri Vegas & Like Mike - Dua Lipa - Duran Duran - Eagles - Eddie Izzard - Eddy Wally - Editors - Ellie Goulding - Eric Clapton - Faithless - Fleetwood Mac - Florence and the Machine - Foo Fighters - Frans Bauer - Gotye - Green Day - Guns N' Roses - Gwen Stefani - Hans Zimmer - Harlem Globetrotters - Harry Styles - Headhunterz - Holiday on Ice - Hooverphonic - Il Divo - Iron Maiden - Jay-Z - Jean-Michel Jarre - Jennifer Lopez - John Fogerty - Jonas Brothers - Jonas Meukens - Justin Bieber - Justin Timberlake - K3 - Katy Perry - Kanye West - Kendrick Lamar - Kings of Leon - Kylie Minogue - Lady Gaga | - Lana Del Rey - Lenny Kravitz - Leonard Cohen - Lionel Richie - Little Mix - Madonna - MANDY - Marco Borsato - Mark Knopfler - Massive Attack - Metallica - Michael Bublé - Mika - Miley Cyrus - Milk Inc. - M-Kids - Moby - Monster Jam - Mumford & Sons - Muse - Natalia - Neil Diamond - Netsky - Niels Destadsbader - One Direction - Oscar and the Wolf - Ozzy Osbourne - Paul McCartney - Paul Simon - Pearl Jam - P!nk - Pink Floyd - Placebo - Pommelien Thijs - Prince - Queen - Queens of the Stone Age - Rage Against the Machine - Rammstein | - Red Hot Chili Peppers - René Froger - Rihanna - Roxette - Roy Orbison - Sabaton - Sade - Samson en Gert - Samson en Marie - Santana - Scorpions - Shakira - Shania Twain - Shawn Mendes - Simple Minds - Simply Red - Spring - Sting - Stromae - Supertramp - Swedish House Mafia - Tate McRae - The Killers (band) - The Police - The Rolling Stones - The War on Drugs - Thor Salden - Tiësto - Tina Turner - TMF Awards - Tool - Top Gear Live - Tonya Schamp - U2 - Urbanus - Usher - Vlaams Nationaal Zangfeest - W817 - Whitney Houston - Within Temptation |

## Trivia
- Op 29 september 1956 raakte wereldkampioen wielrennen Stan Ockers er dodelijk gewond na een valpartij op de piste. Dit gebeurde tijdens zijn 116de optreden op deze piste. Een paar dagen later zou hij overlijden.
- Op 19 november 1988 bracht zanger Roy Orbison hier voor de eerste en enige keer zijn wereldhit You got it voor een publiek.
- Van 14 tot 27 mei 2012 zou hier in een tijdelijk aangelegd 50 meter langebaanbad de Europese kampioenschappen zwemmen 2012 georganiseerd worden. Financiële problemen zorgden ervoor dat het LEN de langebaanwedstrijden moest verplaatsen naar Debrecen.
- Vanaf september 2025 komt er met softwarebedrijf AFAS voor het eerst een naamsponsor. Het sportpaleis ondergaat grondige renovatiewerken. De naam verandert vanaf 1 september 2025 naar AFAS Dome.

## Bezoekersaantallen
Volgens de rangschikking van het Amerikaans muziektijdschrift Billboard was het Sportpaleis in de periode november 2007 tot november 2008 de op een na meest bezochte evenementenhal ter wereld met 1.239.436 bezoekers. Enkel het Madison Square Garden in New York had nog meer bezoekers over deze periode.

## Bereikbaarheid
Het Sportpaleis beschikt over een premetrostation, genaamd Sport. Zowel tram 2, tram 3 als tram 6 stoppen in dit premetrostation. Bovengronds is het Sportpaleis bereikbaar met tram 5 en tram 12. Het Sportpaleis ligt ook vlak bij het station Antwerpen-Schijnpoort. Er wordt  over gesproken om dit goederenstation ook voor reizigers toegankelijk te maken. Ten oosten van dit goederenstation ligt Park Spoor-Oost wat ook gebruikt als parking voor de bezoekers van de evenementen in het sportpaleis. Deze bezoekers kunnen dan via een voetgangersbrug van deze parking naar het Sportpaleis wandelen.
Het sportpaleis ligt aan de afrit Deurne van de Antwerpse ring. Er is onvoldoende parkeercapaciteit voor alle bezoekers tijdens een evenement. Dit veroorzaakt regelmatig parkeeroverlast in de directe omgeving en files op de Antwerpse ring.